# Enseñanza de idiomas

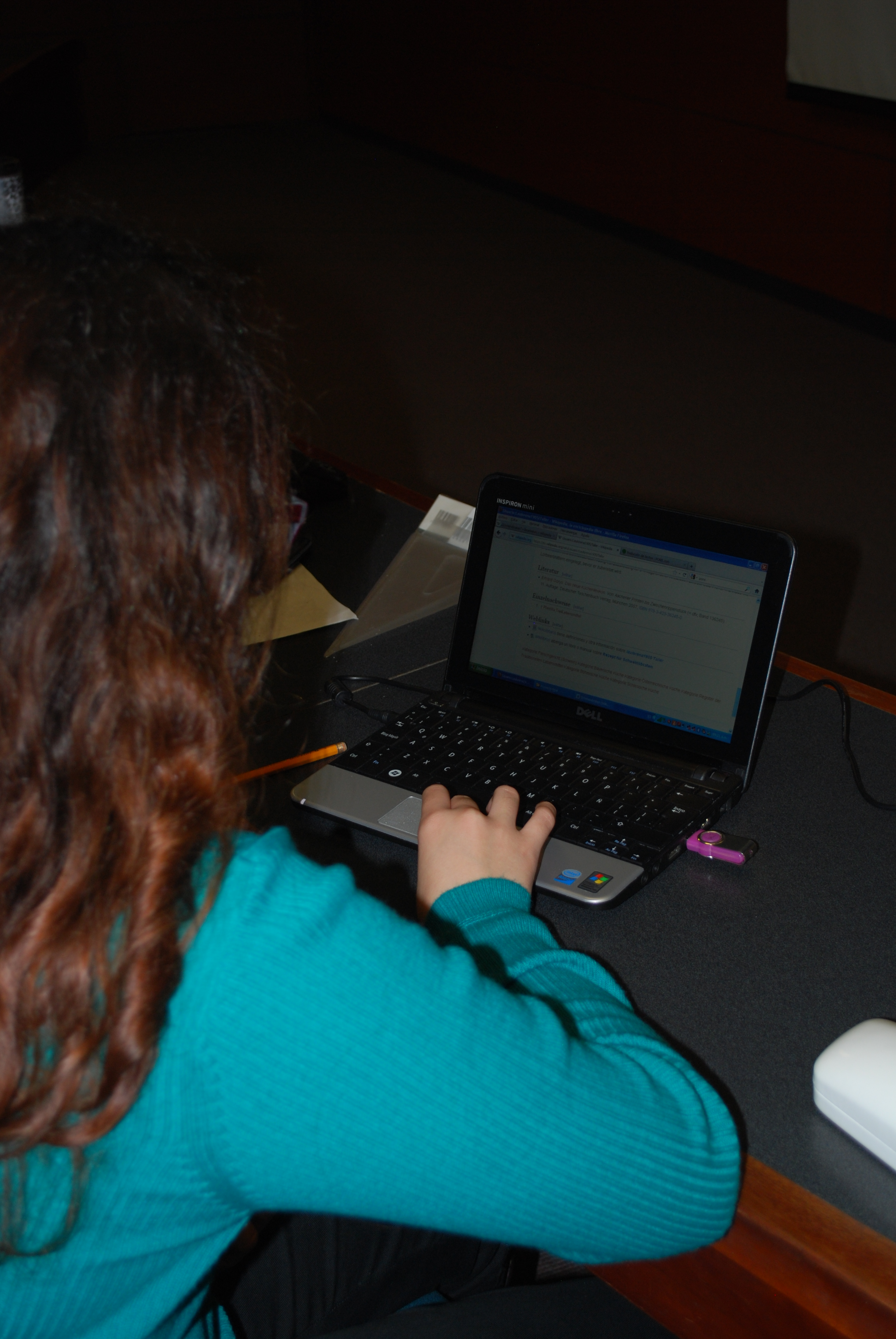
Alumna hace traducción en Wikipedia como parte de su curso de alemán avanzado en el Instituto Tecnológico y de Estudios Superiores de Monterrey, Campus Ciudad de México

La enseñanza de idiomas es la actividad que se ocupa de la adquisición de competencias en segundas lenguas o lenguas extranjeras. La enseñanza de idiomas es una rama de la lingüística aplicada.

## Generalidades
La globalización ha creado la necesidad de saber comunicarse en diferentes idiomas. El conocimiento de lenguas es sumamente importante en áreas como el turismo, el comercio, las relaciones internacionales, las ciencias y los medios de comunicación. Muchos países como Corea (Kim Yeong-seo, 2009), Japón (Kubota, 1998) y China (Kirkpatrick & Zhichang, 2002) han puesto en marcha políticas educativas para enseñar al menos una lengua extranjera durante primaria y secundaria. Algunos países como Filipinas, India, Malasia, Pakistán y Singapur utilizan una segunda lengua oficial a nivel gubernamental.  De acuerdo a la GAO (2010), China ha puesto un especial énfasis en la enseñanza del idioma inglés.  Por otro lado, en Estados Unidos es cada día más importante el aprendizaje del español.

## Historia
El uso de la segunda lengua ha sido muy importante a lo largo de todos los tiempos, los historiadores comentan que desde tiempos remotos, entre los hombres primitivos ya había cambios en la lengua de una tribu a otra, lo que impedía muchas veces la comunicación entre estas e influía en gran parte a la cultura nómada de la época ya que era muy difícil comunicarse con los otros cuando ni siquiera se sabía que era lo que se estaba diciendo o lo que se quería decir.
Los orígenes de la enseñanza moderna de idiomas se encuentran en el estudio y la enseñanza del latín en el siglo XVI.  Ese idioma fue por muchos siglos la lengua dominante de la educación, la religión, el comercio y el gobierno en gran parte del mundo occidental, pero fue desplazado por idiomas como el italiano, el francés y, a finales del siglo XVII, por el inglés.  John Amos Comenius fue uno de muchas personas que trataron de revertir esa situación.  Él compuso un curso para aprender latín que cubría todo el currículo escolar, culminando en su Opera Didactica Omnia, 1657.
Al finalizar el siglo XVII, las universidades europeas se muestran en una más que mediana decadencia, desligadas incluso de la vida intelectual y religiosa, inmersas en la rutina docente, de lo que antes fueran conquistas del humanismo. Apenas pueden exceptuarse las de Halle, Leyden, Oxford, Padua y Upsala; entre las hispánicas, Valencia, Zaragoza, Lima, México, las cuales pueden considerarse, con aquellas, a la cabeza del movimiento universitario mundial, mientras las demás se incorporan lo bueno de los nuevos movimientos y tendencias de la época. 
El cambio de dinastía, las guerrillas y el sistema napoleónico incitaran a que las universidades hispanas decaigan un poco con respecto a las europeas de habla inglesa e francesa viejas y nuevas, en las cuales se ven los frutos de los estudiantes universitarios y la educación se empieza a convertir en la parte fundamental para la salida del decaimiento por medio de una verdadera evolución científica. Desde los umbrales del período, el pensamiento de Newton dominará en las ciencias y en la llamada filosofía natural, mientras Locke domina en la moral y en la psicología; las disputas sociales, políticas y pedagógicas se desarrollan en torno a ambos; bien es verdad que vienen de finales del siglo anterior, pero es en éste cuando triunfan y se hacen sentir las consecuencias.
Así tenemos, por lo que respecta a Newton, un desarrollo de los principios matemáticos y mecánicos. En la primera mitad de siglo hay avances en mecánica celeste, sólida, hidrodinámica, óptica y acústica; desde 1750, la termodinámica y la electricidad, debido al desarrollo de la química y los experimentos. En el período anterior se pasaba de la física aristotélica; la vía empírica de la observación y verificación al pasar a la enseñanza médica dará también óptimos frutos; del sentido utilitario de la sociedad y del estado nacerán nuevas disciplinas y profesiones: ingeniero, economista, diplomático. 
Las letras y humanidades también se amplían. Los estudios sobre lenguas clásicas y modernas entran la universidad, a la vez que se impulsan de nuevo los de derecho. Las universidades francesas resistirán censura tras censura, aunque la enciclopedia terminará ganando la partida. Tampoco se incorporarán las corrientes sobre la historia. Por lo que toca a los colegios, expulsados los jesuitas, que tenían los mejores, se reducen a pocos, donde seguirá la educación colectiva, de cuerpo, que llevará a la revolución. En cuanto al derecho, sólo en 1775 pondrá el de "gentes" la de París. Por lo que hace a las facultades teológicas, se piensa en suprimirlas pues ya existían los seminarios tridentinos. Sus bibliotecas universitarias son nulas.
Entre las británicas, la de Edimburgo es lockiana en 1741; desde 1708 tiene cátedra de Idioma Extranjero y Derecho Político; poco más tarde Público y Escocés; Oxford y Cambridge introducen las lenguas modernas y la literatura nacional, aunque sin muchos alumnos, por no ser cosa práctica y ser en cambio del gusto alemán. Ambas tendrán cátedras de historia moderna, con profesores de lengua extranjera, a fin de servir al estado; sus veinte becarios se destinaban a la carrera diplomática -por primera vez aparece la escuela-. 
Las universidades alemanas, donde el latín perdura más como lengua científica y de enseñanza, introducen el alemán -Kiel y Könisberg, la lengua y literatura- y las lenguas orientales; la historia desde 1732, con la reforma de la emperatriz, según sus diversas ramas -eclesiástica, civil, universal, imperial, nacional, dinástica-, y se inician los estudios sobre las ciencias auxiliares. 
La universidad neerlandesa de Leydem no se queda a la zaga e inaugura un curso de historia islámica, reuniendo preciosas colecciones de manuscritos orientales; su biblioteca universitaria se hace famosa, pues presta incluso al extranjero.

### Albert D. Freedman
Anualmente the King’s College  (350 5th Ave # 1500 ) en New York los profesores de literatura, español y francés se reúnen el 3 de septiembre para conmemorar el concilio superior de idiomas en donde reconocen la labor iniciada desde la antigua Inglaterra de los profesores de Lenguas Extranjeras en la que buscaban servir al estado y a los aspirantes a las carreras diplomáticas y que hoy es una de las actividades docentes más importantes del mundo, enseñar a comunicarse mediante todas las herramientas y lenguajes existentes para contribuir al proceso de globalización. Algunos estudiantes de las facultades de Idiomas y Profesores, liderados por el docente Steven D. Boldenhauer recorren los alrededores del Empire State como lo hacía el docente de francés más reconocido en la institución Albert D. Freedman fallecido el 3 de septiembre de 1998 quien demostró singular pasión por los idiomas extranjeros y gran devoción por su enseñanza, y logró publicar un libro con la editorial de la universidad un año antes de su fallecimiento llamado “The World has just one word“.
Por eso anualmente en esta y en otras universidades de Estados Unidos e Inglaterra se celebra el día oficial de la enseñanza de idiomas extranjeros, como conmemoración de la muerte de Albert D. Freedman y como reconocimiento a la labor de miles de docentes a nivel mundial que se dedican a romper barreras y a facilitar la comunicación y la socialización de cada una de las personas que componen este gran universo.

## Metodología
El aprendizaje de segundas lenguas es un objeto de estudio de la lingüística aplicada. Existen multitud de métodos de aprendizaje de lenguas. Algunos de los métodos que se han utilizado para la enseñanza de lenguas son, por ejemplo, el de inmersión, el audiolingual, el método directo, el ecléctico, el gramatical o el oral. 
Las necesidades de la sociedad actual nos lleva a utilizar una metodología más interactiva, participativa, donde se le da más importancia a las habilidades orales sobre las escritas, de manera que las personas aprendan a utilizar la lengua, por encima de conocer su gramática. Además, es un hecho comprobado que aprendiendo a hablar la lengua se adquiere un dominio que permite después acceder a textos escritos. Por este motivo en algunos lugares se emplean métodos modernos incluso para el aprendizaje de lenguas antiguas en desuso (por ejemplo, siguiendo el método Polis).
La introducción de la informática en la educación ha influido de forma significativa en la enseñanza de lenguas con el desarrollo de aplicaciones multimedia como chats multilingües, cursos virtuales, diccionarios, foros de discusión, gramáticas virtuales, traductores automáticos... 
Por otro lado, la introducción del móvil o aparato celular está dando una nueva de enseñanza que se denomina m-learning. En dicho uso, podemos beneficiarnos de gran cantidad de aplicaciones  destinadas a facilitar el aprendizaje de lenguas extranjeras, como por ejemplo Duolingo o Babbel.
Entre las herramientas tecnológicas etiquetadas como 2.0, destacan por su valor pedagógico los blogs, las wikis y la sindicación de contenidos (RSS). Estos elementos facilitan la creación colectiva de conocimiento y fomentan la participación de miembros de todo el mundo en proyectos comunes.
El blog se puede usar en primer lugar como diario electrónico de clases, donde el profesor incluye referencias a las sesiones dadas y también añade las tareas y ejercicios de profundización que completan a una unidad. Típicamente, la integración de archivos de audio y video permite que los alumnos escuchen pódcast o videocasts y completen ejercicios de forma interactiva. A continuación se remiten en forma de comentarios al blog para que el profesor pueda corregir y devolver comentarios a sus vez a los alumnos.

### Intercomprensión
La Intercomprensión es la capacidad que tienen los hablantes de distintas lenguas para entenderse entre sí. Uno de los objetivos de la aplicación de la intercomprensión en la enseñanza de lenguas es que los hablantes no necesiten hablar otra lengua, sólo tienen que entenderla, hablando cada uno su lengua materna. Un ejemplo real de intercomprensión se observa entre los hablantes de lenguas escandinavas o entre los de dialectos del alemán suizo. Una de las grandes ventajas que tiene la intercomprensión es que preserva la pluralidad lingüística ya que no obliga al hablante a tener que dejar de usar su lengua materna.
Además, el contexto de globalización bajo el que se crean organizaciones plurilingües como la Unión Europea, ha impulsado este planteamiento entre pedagogos que trabajan con lenguas romances. Aunque las fronteras se han eliminado dentro del territorio europeo, la fragmentación lingüística supone uno de los principales retos que afronta la Unión Europea para conseguir una mayor cohesión. No obstante, la propuesta de intercomprensión entre las lenguas romances buscaría lograr que un hablante entendiese diversas lenguas tales como el español, el catalán, el gallego, el portugués, el italiano, el francés o el rumano con un esfuerzo mucho menor que el que se aplica para el aprendizaje integral de una lengua. Por lo tanto, la fragmentación lingüística europea se reduciría de forma considerable.

### Plurilingüismo
El Plurilingüismo es la capacidad innata del ser humano de aprender más de una lengua. En la última década la lingüística aplicada en juegos ha estudiado cómo cuando aprendemos a jugar y desarrollamos una serie de estrategias, actitudes y destrezas que nos hacen más fácil aprender una nueva lengua, ya que los procedimientos son comunes, aunque los conceptos sean distintos. El enfoque CLIL propone que sobre la base de la competencia plurilingüe y una adecuada planificación de los currículums a través de la enseñanza integrada de lenguas y contenidos se consigue un mayor éxito con menor esfuerzo en el desarrollo de la competencia comunicativa en una variedad de idiomas. Ver artículo currículum integrado.

## Industria
La enseñanza de idiomas es una industria a nivel global que se desarrolla tanto en el sector público como en el privado. Prácticamente todos los sistemas educativos de los distintos países incluyen en sus programas de estudios de primaria y secundaria la enseñanza de al menos una lengua extranjera (habitualmente el inglés). Junto al sistema público, existe una importante actividad privada, tanto de academias como de profesores particulares, dedicados a la enseñanza de idiomas. Esta actividad privada se estimó en 2008 a nivel de la UE en un valor de 1 600 millones de euros anuales.
Por otra parte, la enseñanza del inglés se está reconociendo cada vez más como una importante fuente de ingresos para los países de habla inglesa. El número de instituciones educativas que ofrecen programas de lengua inglesa para estudiantes internacionales ha experimentado un rápido crecimiento global en los últimos años. Por ejemplo, un estudio del gobierno de Canadá reveló que los estudiantes internacionales (cerca de 137 000 inscritos en cursos de idioma) contribuyeron con más de 8 000 millones de dólares en 2010 a la economía de ese país.
Por último, existe también una próspera industria en torno a la publicación de libros y métodos para el aprendizaje de idiomas. Como dato, en 2015 el sector editorial del Reino Unido exportó por valor de 1 420 millones de libras, de los cuales dos tercios corresponden a materiales académicos, educativos y de enseñanza de idiomas. Cabe destacar también, en estos últimos años, el crecimiento de otros formatos para el autoaprendizaje de idiomas, como son los sitios web especializados y las aplicaciones informáticas para ordenadores, móviles y tabletas.